# Kosów Lacki
Kosów Lacki [ˈkɔsuf ˈlat͡skʲi] est une ville de Pologne, située dans l'est du pays, dans la voïvodie de Mazovie. 
Elle est le siège administratif de la gmina de Kosów Lacki, dans le powiat de Sokołów.